# Tournoi de tennis de Francavilla al Mare
Le Internazionali di Tennis d'Abruzzo est un tournoi international de tennis masculin du circuit professionnel Challenger. Il a lieu tous les ans au mois d'avril à Francavilla al Mare, en Italie. Il a été créé en 2017 et se joue sur terre battue en extérieur.

## Palmarès messieurs

### Simple
| Année | Vainqueur         | Finaliste            | Score          |
| ----- | ----------------- | -------------------- | -------------- |
| 2017  | Pedro Sousa       | Alessandro Giannessi | 6-3, 7-63      |
| 2018  | Gianluigi Quinzi  | Casper Ruud          | 6-4, 6-1       |
| 2019  | Stefano Travaglia | Oscar Otte           | 6-3, 63-7, 6-3 |

### Double
| Année | Vainqueurs                      | Finalistes                           | Score            |
| ----- | ------------------------------- | ------------------------------------ | ---------------- |
| 2017  | Julian Knowle Igor Zelenay      | Rameez Junaid Kevin Krawietz         | 2-6, 6-2, [10-7] |
| 2018  | Julian Ocleppo Andrea Vavassori | Ariel Behar Máximo González          | 7-65, 7-63       |
| 2019  | Denys Molchanov Igor Zelenay    | Guillermo Durán David Vega Hernández | 6-3, 6-2         |